# 高橋彩 (モデル)
高橋 彩（たかはし あや、1987年9月14日 - ）はファッションモデル。
茨城県出身。サトルジャパン所属。

## 出演

### 雑誌
- an an
- ar
- 25ansウエディング
- ゼクシィ
- からだにいいこと

### CM
- 大和ハウス「PREMIST東静岡ステーションティアラ」
- 日本食研「ビタミンＰ　体温測定篇」
- 日比谷シャンテ「シャンテバザール」

### 広告
- ラゾーナ川崎「FAVORITO mini」
- 東急百貨店「ゆかたフェア」
- ベイシェラトンホテル「ブライダル」
- 綱町三井倶楽部「ブライダル」
- 鈴乃屋
- 日立製作所
- 日比谷シャンテ